# Ixtlán de Juárez
Ixtlán de Juárez es una localidad mexicana que es cabecera del municipio homónimo. Pertenece al Estado de Oaxaca, la región de Sierra de Juárez y el distrito de Ixtlán. Está situado a 65 km al norte de la capital del estado, en la carretera federal 175. 
En el año 2010 contaba con una población de 7188 habitantes (INEGI) repartidos en una superficie de 548,60 km².
Además de la cabecera dentro del municipio se encuentran otras localidades importantes como San Juan Yagila, Santa Cruz Yagavila, Santa María Yahuiche, Santa María Zoogochi, Santiago Teotlasco, Santo Domingo Cacalotepec, San Gaspar Yagalaxi, San Miguel Tiltepec, Santa María Josaa, La Luz, La Josefina y La Palma.
Fue fundado en 1856, y entre sus hechos más importantes destacan que en la Guerra de Reforma, en 1859, se libró una batalla entre liberales y conservadores.
Aproximadamente la mitad de la población (4282) habla una lengua indígena. Tiene un grado de marginalización de medio con 33,3% de la población que vive en pobreza extrema.

## Topónimo
El nombre Ixtlán es de náhuatl y significa «lugar de fibras». También tiene el nombre de Laa Yetzi en el idioma zapoteco que significa «hoja gruesa o magueyera».

## Historia
No se sabe cuándo se establecieron los primeros pobladores aunque debió ser anterior a la Conquista de México y en el transcurso de la misma se instaló un campamento en un lugar que ahora se llama «Cerro de los cuarenta días» para los indígenas que lucharon contra los españoles.  Al finalizar la guerra, algunos se quedaron en el lugar.
Fue fundado oficialmente en 1856.
Durante la Guerra de Reforma, en 1859, se libró una batalla entre liberales y conservadores.
En 1912 en el transcurso de la Revolución orozquista ixtepejana, personas procedentes de Ixtepeji intentaron apoderarse del municipio.
El zócalo de Ixtlán proclama con orgullo su herencia alfarera: en torno al parque se hallan grandes esculturas de jarrones hechas en concreto. Las calles pavimentadas están decoradas con siluetas de jarrones. Hace cien años había unas setenta alfareras activas, hasta 2025 sólo quedaba una: la maestra Amelia Aquino.
Las formas de alfarería eran cuencos, bateas, ollas, jarras, cántaros y tapas con asa.
Actualmente se imparten algunos talleres para niños enfocados en aprender a hacer barro guiados por Rodolfo Pérez, un joven alfarero discípulo de la maestra Amelia.
También existe un documental sobre la vida y obra de Amelia Aquino, la última alfarera tradicional de Ixtlán, llamado Tesoros vivos del Barro: Amelia, creado por la ONG Innovando la Tradición.